# Marko Peljhan
Marko Peljhan, né en 1969 à Sempeter pri Gorici (Littoral slovène ou Primorska), en Slovénie, est un artiste conceptuel multimédia, réalisateur et professeur slovène.

## Biographie
Marko Peljhan étudie de 1988 à 1992 à l'université de Ljubljana puis est professeur à l'université de Californie à Santa Barbara.
Marko Peljhan fonde en 1992 le Projekt Atol, considéré sur la scène artistique slovène comme un cadre indépendant d'activités artistiques et sociales (théâtre, film, performance, lecture, situation). En 1995, il co-fonde la station Lyudmila.
Son projet Makrolab, qui fait partie du cycle Ladomir Faktura, est créé en 1997 pour la documenta X et consiste en une station de recherche installée sur la colline de Lutterberg, à dix kilomètres de l'exposition elle-même, dans laquelle trois personnes disposent de l'essentiel pendant quarante jours. À la fin de la documenta, Makrolab fait ses débuts en tant que laboratoire mobile lors d'une tournée mondiale, qui l'a conduit en premier lieu sur la côte d'Australie-Occidentale, sur l'île Rottnest.
Dans ce laboratoire, basé sur la station spatiale russe Mir, les flux de données des communications locales de la police de Cassel par radio et téléphone satellite sont (légalement) exploités avec divers instruments de réception. L'art vidéo, Internet et le téléphone portable ont à leur tour établi la connexion avec la documenta-Halle,.